# إنفو وورز
إنفو وورز (حرب المعلومات) هي نظرية مؤامرة يمينية متطرفة أمريكية وموقع أخبار زائفة تابع لألكس جونز. تأسست في عام 1999، وتعمل بقيادة شركة فري سبيتش سيستيمز إل إل سي.
تُصور البرامج الحوارية والمحتويات الأخرى للموقع بشكل أساسي في استوديوهات ضمن مكان سري في منطقة صناعية في ضواحي أوستن، تكساس. يستقبل موقع إنفو وورز نحو 10 ملايين زيارة شهرية، ما يجعله أكثر استخدامًا من بعض مواقع الأخبار الرئيسية مثل ذي إيكونوميست ونيوزويك.
ينشر الموقع بانتظام قصصًا مزيفة ترتبط بالتحرش بالضحايا. في فبراير عام 2018، اتُهم جونز، الناشر والمدير وصاحب موقع إنفو وورز، بالتمييز والتحرش الجنسي بالموظفين. يدعم موقع إنفو وورز، وجونز بشكل خاص، العديد من نظريات المؤامرة ولا سيما بِشأن عمليات رفع الراية الكاذبة المزعومة من قبل الحكومة الأمريكية (والتي يزعمون أنها تشمل هجمات 11 سبتمبر وإطلاق النار على مدرسة ساندي هوك). سحبت إنفو وورز مقالاتها عدة مرات بسبب الطعون القانونية. أُزيلت عدة مقالات مثيرة للجدل من موقع جونز، وعُلق الموقع وحُظر من قبل العديد من المنصات لانتهاكه شروط الخدمة، بما في ذلك فيسبوك وتويتر ويوتيوب ومتجر آي تونز وروكو.
تحصل إنفو وورز على الإيرادات من بيع المنتجات التي يقدمها جونز أثناء العرض، بما في ذلك المكملات الغذائية. سمي الموقع «متجر على الإنترنت يستخدم تعليقات السيد جونز لنقل البضائع» كمنفذ إعلامي.

## التاريخ
أنشأ موقع إنفو وورز في عام 1999 من قبل صاحب نظريات المؤامرة الأمريكي ألكس جونز، والذي ما يزال المسيطر الرئيسي فيه. يقدم إنفو وورز عرض ذا ألكس جونز شو ضمن برامجه الإذاعية، الذي تأسس كبرنامج تلفزيوني متاح للجمهور تم بثه في أوستن، تكساس في عام 1999.
في الانتخابات الرئاسية لعام 2016، رُوج للموقع من قبل روبوتات الوب (بوتات) المرتبطة بالحكومة الروسية.
في عام 2016، تعين بول جوزيف واتسون محررًا حرًا. في فبراير عام 2017، تعين المعلق السياسي جيروم كورسي رئيسًا لمكتب واشنطن، بعد أن مُنح موقع إنفو وورز تصريحًا بزيارة البيت الأبيض ليوم واحد. في يونيو عام 2018، انتهى ارتباط كورسي بإنفو وورز؛ وتلقى تعويضات نهاية الخدمة لستة أشهر.
في مايو عام 2017، انضم مايك سيرنوفيتش إلى فريق إنفو وورز كمضيف مؤقت لبرنامج ذا ألكس جونز شو، مع تقرير سي إن إن بأن «صعوده إلى صفة مضيف لإنفو وورز يمثل الصعود المذهل في ملفه الشخصي».
في يونيو عام 2017، أُعلن أن مستشار الحملة السابق لدونالد ترامب، روجر ستون، سيستضيف برنامج إنفو وورز خاص به «خمس ليالٍ في الأسبوع»، مع إنشاء استوديو إضافي ليلائم برنامجه.
في مارس عام 2018، علقت عدة علامات تجارية كبرى في الولايات المتحدة إعلاناتهم من موقع إنفو وورز على قنوات يوتيوب، بعد أن أبلغتهم سي إن إن أن إعلاناتهم كانت تُعرض بجوار محتوى إنفو وورز.
في يوليو عام 2018، أزال يوتيوب أربعة مقاطع فيديو حُملت من إنفو وورز وانتهكت سياسته ضد خطابات الكراهية وعلق المنشورات لمدة 90 يومًا. حظر موقع فيسبوك جونز بعد تحديد أربعة مقاطع فيديو على صفحاته تنتهك معايير المجتمع في يوليو عام 2018. في أغسطس عام 2018، أزالت مواقع يوتيوب وآبل وفيسبوك المحتوى من صفحة جونز وموقع إنفو وورز، مستشهدين بسياساتهم ضد خطابات الكراهية والتحرش.
في 12 مارس عام 2020، أصدرت المدعية العامة لنيويورك، ليتيسيا جيمس، خطاب توقف وامتناع إلى جونز بخصوص بيع إنفو وورز للمنتجات غير المعتمدة التي أكد الموقع كاذبًا أنها علاجات معتمدة من الحكومة لمرض فيروس كورونا لعام 2019 (كوفيد -9). في 9 أبريل، أمرت إدارة الغذاء والدواء إنفو وورز بوقف بيع عدد من المنتجات التي سوقت كعلاجات لكوفيد -9 في انتهاك لقانون الغذاء والدواء ومواد التجميل، بما في ذلك معاجين الأسنان والسوائل والهلاميات الحاوية على غرواني الفضة.

## نموذج العمل
قال جونز: «أنا لست رجل أعمال، أنا ثوري»، فهو يقضي الكثير من وقته على موقع إنفو وورز في عرض المكملات الغذائية والمنتجات الضرورية للحياة لجمهوره. كشركة خاصة، لا يُطلب من إنفو وورز والشركات محدودة المسؤولية التابعة لها تقديم بيانات مالية عامة؛ نتيجةً لذلك، يمكن للمراقبين فقط تقدير إيراداتها وأرباحها.
قبل عام 2013، ركز جونز على بناء «إمبراطورية إعلامية». بحلول عام 2013، قدر ألكس سايتس-والد من موقع صالون أن جونز كان يكسب نحو 10 ملايين دولار سنويًا بين الاشتراكات والإعلانات عبر الإنترنت والراديو ومبيعات أقراص دي في دي والقمصان وغيرها من البضائع. في ذلك العام، غيّر جونز نموذج عمله ليشمل بيع المكملات الغذائية ذات الملكية الخاصة، بما في ذلك المكملات التي ادعى بأنها «تعزز» الوظائف المعرفية.

## الخلافات

### الترويج لنظريات المؤامرة والأخبار الكاذبة
نشر موقع إنفو وورز نظريات مؤامرة متعددة، بما في ذلك الادعاءات الكاذبة ضد لقاح فيروس الورم الحليمي البشري والزعم أن إطلاق النار في لاس فيغاس عام 2017 كان جزءًا من مؤامرة. في عام 2015، أدرجه المشكك براين دانينغ الموقع في المرتبة الرابعة ضمن قائمة «أسوأ 10 مواقع معادية للعلم».
يدافع موقع إنفو وورز عن نظريات مؤامرة النظام العالمي الجديد، ونظريات مؤامرة أحداث 11 سبتمبر، ونظرية مؤامرة كيمتريل، ونظريات المؤامرة التي تشمل بيل غيتس، والبرامج الحكومية السرية المفترضة لتعديل الطقس، والادعاءات بتنفيذ حكومة الولايات المتحدة عمليات الرايات الكاذبة المحلية (بما في ذلك أحداث 11 سبتمبر)، والادعاء غير المدعوم بأن الملايين صوتوا بشكل غير قانوني في الانتخابات الرئاسية الأمريكية لعام 2016. يستخدم جونز موقع إنفو وورز بشكل متكرر للتأكيد على أن عمليات إطلاق النار الجماعية عبارة عن مؤامرات أو عمليات «راية كاذبة». غالبًا ما تنشر هذه الادعاءات الكاذبة لاحقًا من خلال وسائل الإعلام الإخبارية المزيفة الأخرى وعلى وسائل التواصل الاجتماعي. 
نشر موقع إنفو وورز أخبار كاذبة وروج لها، واتُهم جونز بتضليل الناس عن عمد لكسب المال. كجزء من التحقيق الذي أجراه مكتب التحقيقات الفيدرالي التدخل الروسي في انتخابات الولايات المتحدة 2016، تم التحقيق في موقع إنفو وورز لمعرفة ما إذا شارك في نشر الأخبار المزيفة التي وزعتها البوتات الروسية.
من مايو عام 2014 حتى نوفمبر عام 2017، أعادت إنفو وورز نشر مقالات من مصادر متعددة دون إذن، بما في ذلك أكثر من 1000 مقالة من شبكة الأخبار الروسية، آر تي، التي ترعاها الدولة، بالإضافة إلى قصص من منافذ إخبارية مثل سي إن إن وبي بي سي ونيويورك تايمز التي قال موقع صالون إنها «حُجمت» من قبل العاملين في شبكة آر تي.